# Anomochilidae
Anomochilidae zijn een kleine familie van slangen.

## Naam en indeling
De wetenschappelijke naam van de groep werd voor het eerst voorgesteld door David Cundall, Van Stanley Bartholomew Wallach en Douglas A. Rossman in 1993. De familie is monotypisch; er is maar één geslacht (Anomochilus) dat drie soorten telt, inclusief de pas in 2008 beschreven soort Anomochilus monticola.
Vroeger behoorde het geslacht tot de familie schildstaartslangen (Uropeltidae), maar tegenwoordig wordt  Anomochilus als een aparte familie gezien. Anatomisch wordt de groep als een tussenvorm van de blindslangen en de moderne slangen gezien. De Anomochilidae lijken uiterlijk veel op soorten uit de familie cilinderslangen (Cylindrophiidae), die eveneens bestaat uit een enkel geslacht, maar deze groep telt 10 soorten.

### Soorten
Het geslacht omvat de volgende soorten, met de auteur en het verspreidingsgebied.
| Naam                  | Auteur                      | Verspreidingsgebied |
| --------------------- | --------------------------- | ------------------- |
| Anomochilus leonardi  | Smith, 1940                 | Maleisië            |
| Anomochilus monticola | Das, Lakim, Lim & Hui, 2008 | Maleisië            |
| Anomochilus weberi    | Lidth de Jeude, 1890        | Indonesië (Sumatra) |

## Verspreiding en habitat
Alle soorten komen voor in delen van Azië en leven in de landen Indonesië op Sumatra en westelijk Maleisië (Borneo).
De habitat bestaat uit vochtige tropische en subtropische bossen, zowel in laaglanden als in bergstreken.

## Beschermingsstatus
Door de internationale natuurbeschermingsorganisatie IUCN is aan alle soorten een beschermingsstatus toegewezen. Een soort wordt gezien als 'veilig' (Least Concern of LC) en twee soorten als 'onzeker' (Data Deficient of DD).